# 톨리아라주

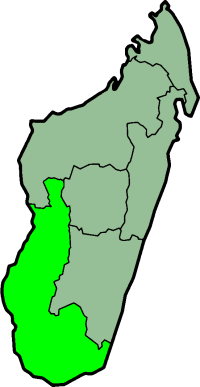
톨리아라주

톨리아라주(Toliara)는 마다가스카르의 주로, 주도는 톨리아라이며 면적은 161,405km2, 인구는 2,229,550명(2001년 기준)이다. 북쪽으로는 마하장가주, 북동쪽으로는 안타나나리보주와 인접해 있으며 동쪽으로는 피아나란초아주와 인접해 있다.

## 행정 구역
| 1. 암보아사리 구 2. 암보봄베안드로이 구 3. 암파니히 구 4. 앙카조아보 구 5. 베킬리 구 6. 벨로하 구 7. 벨론이치리비히나 구 8. 베네니트라 구 9. 베로로하 구 10. 베티오키 구 11. 베트로카 구 12. 마하보 구 13. 만자 구 14. 미안드리자보 구 15. 모롬베 구 16. 모론다바 구 17. 사카라하 구 18. 톨라나로 구 19. 제2톨리아라 구 20. 톨리아라 21. 치옴베 구 |